# ويليام دبليو. فيشر
ويليام دبليو. فيشر (بالإنجليزية: William W. Fisher)‏ هو عالم أمريكي، ولد في 1953.